# Seythenex
Seythenex is een plaats en voormalige gemeente in het Franse departement Haute-Savoie (regio Auvergne-Rhône-Alpes) en telt 536 inwoners (2004). De plaats maakt deel uit van het arrondissement Annecy. Seythenex is op 1 januari 2016 gefuseerd met de gemeente Faverges tot de gemeente Faverges-Seythenex. 

## Geografie
De oppervlakte van Seythenex bedraagt 33,8 km², de bevolkingsdichtheid is 15,9 inwoners per km².
De onderstaande kaart toont de ligging van Seythenex met de belangrijkste infrastructuur en aangrenzende gemeenten.

## Demografie
Onderstaande figuur toont het verloop van het inwonertal (bron: INSEE-tellingen).